# Swaziland i olympiska sommarspelen 2004
Swaziland i olympiska sommarspelen 2004 bestod av 3 idrottare som blivit uttagna av Swazilands olympiska kommitté.

## Friidrott
Herrarnas 200 meter
- Mphelave Dlamini
  - Omgång 1: 21.82 s (7:a i heat 3, gick inte vidare, T-49:a totalt)

Damernas 200 meter
- Gcinile Moyane
  - Omgång 1: 25.62 s (6:a i heat 3, gick inte vidare, 42:a totalt) (Nationellt rekord)